# صموئيل خوسيه دا سيلفا فييرا
صموئيل خوسيه دا سيلفا فييرا هو لاعب كرة قدم برازيلي في مركزي قلب الدفاع والدفاع، ولد في 14 أكتوبر 1974 في كوراساو دي ماريا في البرازيل. لعب مع نادي باهيا دي فيرا ونادي باهيا ونادي بيروجيا ونادي سي آر بي ونادي كاشياس دو سول ونادي كريسيوما.

## وصلات خارجية
- صموئيل خوسيه دا سيلفا فييرا على موقع Soccerway.com (الإنجليزية)